# Roestes ogilviei
Roestes ogilviei is een straalvinnige vissensoort uit de familie van de spilzalmen (Acestrorhynchidae). De wetenschappelijke naam van de soort is voor het eerst geldig gepubliceerd in 1914 door Henry Weed Fowler.
De soort werd ontdekt in de rivier Rupununi. Ze is genoemd naar J. Ogilvie, die het holotype verzamelde in 1911 of 1912.